# Corts de Lleida (1375)
Les Corts Catalanes varen ser convocades pel rei Pere el Cerimoniós a Lleida, en 1375, i varen posar fi al període de regència de la Generalitat de Catalunya.

## Antecedents
L'any 1374 va ser especialment dur al Principat de catalunya amb terratrèmols, epidèmies de pesta i plagues que varen arruïnar les collites de blat. A aquestes calamitats naturals cal sumar les constants incursions de tropes mercenàries entrenades a la guerra dels Cent Anys, procedents del Regne de França. El regent de la Generalitat, Bernat Bussot, tenia la responsabilitat de pagar les tropes que les Corts de Barcelona (1372-1373) havien decidit reclutar per a defensar-se, però aparegué un nou front, ja que l'infant Jaume de Mallorca amenaçà en envair Catalunya en la seva pretensió de recuperar el regne del seu pare. Bernat Bussot reclamà la convocatòria urgent de Corts, però no va ser fins al 1375 que es varen poder celebrar a Lleida.

## Celebració
Destaca en aquestes Corts la restitució del càrrec de President de la Generalitat després d'estar suspès i sota l'administració d'un regent des de 1367. El 24 de juliol de 1375, nomenà nou diputat resident a Romeu Sescomes, que ja havia estat al càrrec entre 1363 i 1364. Aquesta nova estructura de diputats va durar només un any, ja que a les Corts de Montsó (1376) es nomenaren nous diputats.
Pel que fa a la defensa davant de Jaume de Mallorca, les Corts havien avançat al rei a principis de 1375 la suma de 114.000 florins. A l'estiu es concedeixen 90.000 florins més per contractar 1000 llances durant un parell de mesos. Finalment, l'infant Jaume va entrar a Catalunya pel Conflent, però va travessar cap a Castella amb pocs enfrontaments.